# Pensament
|  | Pel que fa a la planta del gènere Viola, vegeu Pensament (planta). |

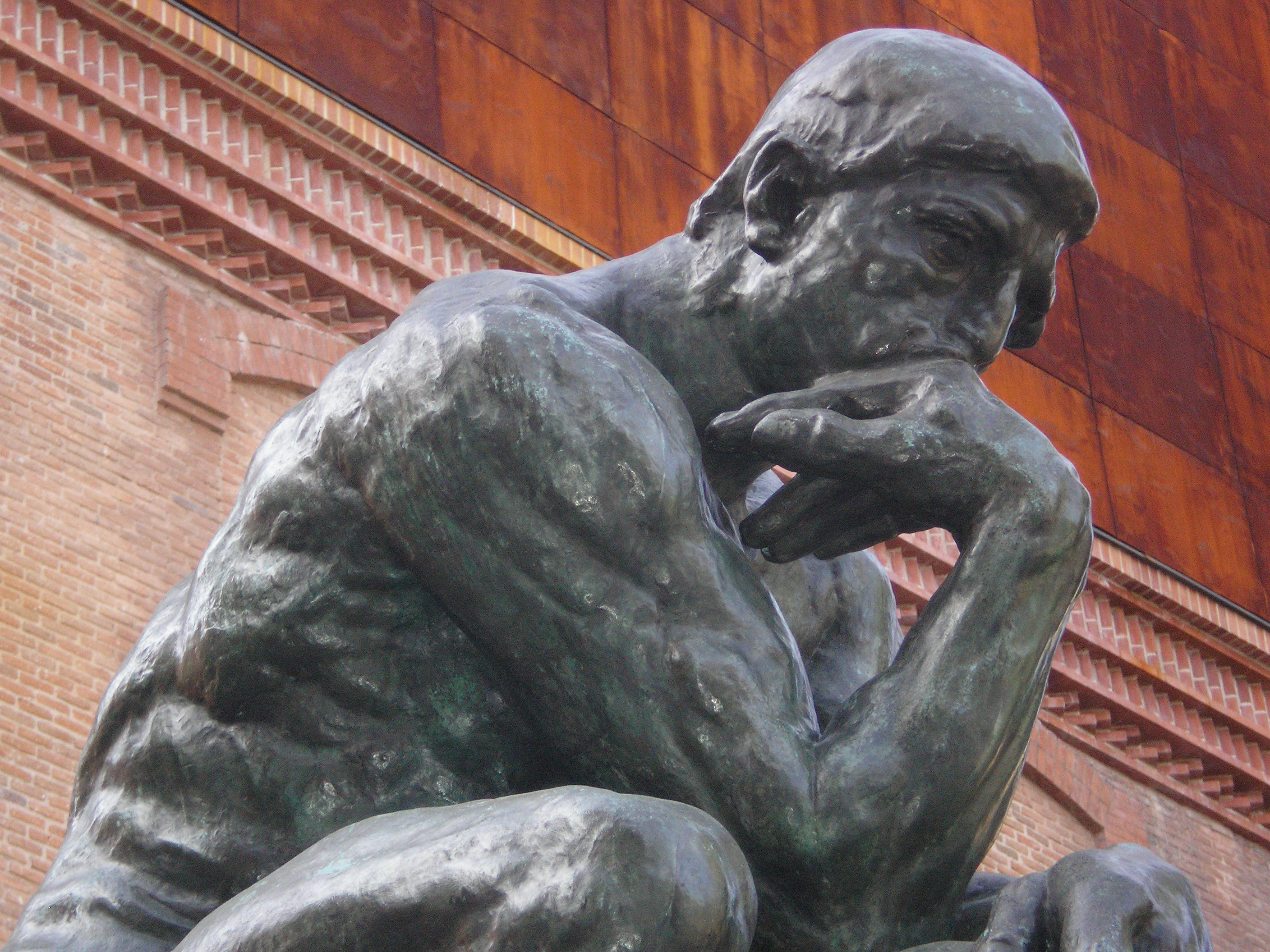
Detall dEl pensador, Auguste Rodin

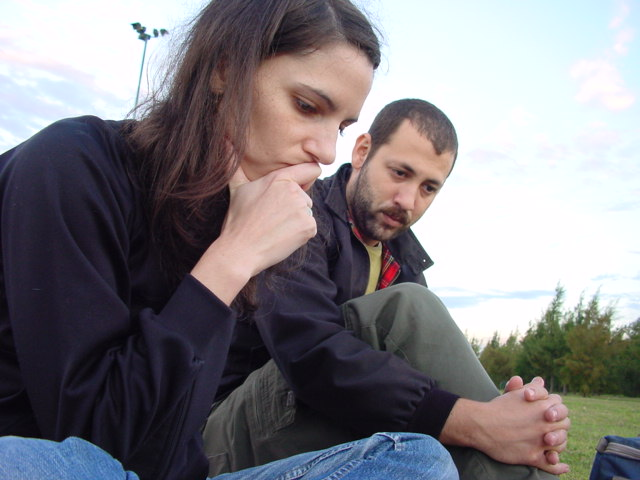
Una parella prenent una decisió

El pensament és el producte de la ment en l'acte de pensar, és a dir, les construccions mentals elaborades fruit de l'activitat del cervell. En tant que activitat fonamental de l'ésser humà, és estudiat per diverses disciplines, entre les quals destaquen la filosofia i la psicologia. L'objectiu bàsic del pensament és dotar de significat el món exterior i un mateix, manipulant la informació. La intel·ligència és l'habilitat personal per a pensar d'una manera més efectiva. Segons la concepció emprada, un pensament pot ser sinònim d'idea o de l'acte de produir-la. Quan es parla de pensament, generalment es fa referència a qualsevol activitat intel·lectual o mental. En aquest sentit, es pot fer referència a l'acte del pensament o a les idees resultants o elaboracions de les mateixes idees. Hi ha conceptes similars que cal considerar, com ara la cognició, la sensibilitat, la consciència i la imaginació.

## Components del pensament
El pensament és una operació complexa que consta de diversos components. Els més reconeguts són els següents:

### Percepció
En contra del racionalisme, que considerava els sentits enganyosos, es pensa que la percepció té un paper fonamental proveint de dades el pensament. La percepció va més enllà de la simple sensació; és l'ordenació que fa el cervell del que li arriba mitjançant el món exterior per la vista, l'oïda, el tacte, l'olfacte o el gust. Per a l'empirisme és la font fonamental del coneixement.

### Memòria
La memòria permet emmagatzemar pensaments sota la forma de records i recuperar-los quan és necessari. És bàsica per a la supervivència i possibilita l'aprenentatge. La memòria condiciona en part la percepció, i dona un significat o un altre a les coses noves per encabir-les dins el sistema general de pensament. S'acostuma a distingir entre memòria a curt termini i a llarg termini.

### Consciència
La consciència és la sensació de ser un subjecte i d'estar despert per a poder pensar. S'oposa a l'inconscient, postulat per Sigmund Freud. Intervé en el pensament com a centre ordenador de tots els altres components. Inclou la sensació de tenir un cos, d'ocupar un espai material.

### Emocions
Per bé que la tradició ha oposat raó i emocions, és clar que aquestes influeixen a l'hora de formular un pensament. El sentiment s'emmagatzema junt amb el record i permet la transformació posterior d'aquest. Per això, un record considerat positiu té més possibilitats de ser evocat. Com més forta és una emoció, més afecta la concepció posterior; així, un trauma pot bloquejar la percepció de determinades experiències.

## Tipus de pensament
Els pensaments es poden classificar segons els següents criteris:
- pensament simbòlic
- conceptualització: l'objecte o esdeveniment rep un nom i un significat bàsic; és reconegut pel cervell (si hi ha hagut experiència prèvia) o incorporat al record.
- judici: s'afirma o nega alguna cosa referent a un fet, s'estructura en forma de proposició o frase.
- raonament: es troba la relació entre dues idees.
- lògic: la majoria de pensaments segueixen les regles de la lògica, excepte aquells que deliberadament cauen en l'absurd (usat com a font d'inspiració per a trobar alternatives noves als problemes).
- deductiu: va del general al particular, propi de la ciència.
- inductiu: fa una generalització a partir d'exemples, crea una norma.
- analític: separa una situació en diferents elements.
- sintètic: es crea un conjunt amb significat propi que va més enllà de la suma de les parts.
- irracional: en principi, tots els pensaments són racionals, ja que provenen de la ment, però s'usa aquest terme per a parlar d'aquells en què predomina el subconscient.

## Llenguatge i pensament
La relació entre llenguatge i pensament és una de les qüestions per resoldre de les ciències cognitives. Els pensaments es comuniquen mitjançant el llenguatge i hi ha molts investigadors que afirmen que també es codifica mitjançant aquests, és a dir, que quan una persona pensa, formula oracions en una llengua concreta de manera inconscient. Conèixer un objecte implica donar-li nom i les relacions jeràrquiques entre els judicis inclouen connectors lingüístics. El llenguatge permet l'abstracció, generalitzar més enllà de l'experiència del moment i possibilita pensaments superiors, allunyats dels animals. El generativisme intentava arribar a entendre les regles del llenguatge universal que vehicula el pensament més enllà (o abans) de cada idioma particular.
A més a més, segons la hipòtesi de Sapir-Whorf, ja que cada llengua concep el món d'una determinada manera, la manera de pensar depèn absolutament de l'idioma: no es percep allò que queda fora de l'abast del llenguatge. Per això, dues persones poden veure un color amb diferents tonalitats o dos colors diferents segons la llengua que parlin, malgrat que el fet físic sigui idèntic. Com que cada persona té unes connotacions úniques per al seu lèxic, és impossible una transmissió completa del pensament. Ludwig Wittgenstein va afirmar que "els límits del meu llenguatge són els límits del meu món", al·ludint a aquest fet.
Alguns neuròlegs s'hi oposen afirmant que si bé el pensament es transmet mitjançant el llenguatge, no es codifica amb aquest, ja que una neurona transmet impulsos elèctrics que són la substància del pensament i aquests impulsos no responen a cap codi cultural. A més, el llenguatge és lineal, mentre que sovint la percepció és global i simultània.

## Operacions racionals
- Raonament analític: divisió mental, és a dir, el pensament es divideix en dues formes, esquerra i dreta. El costat dret pot pensar tot el negatiu i l'esquerre tot el que és positiu.
- Síntesi: es reuneix tot el que és mental per després ser analitzat o recordat.
- Comparació: estableix semblances i diferències entre els diferents objectes i fenòmens de la realitat.
- Generalització: procés en el qual s'estableix el comú d'un conjunt d'objectes, fenòmens i relacions.
- Abstracció: operació que consisteix a mostrar mentalment certs trets, generalment ocultats per la persona, distingits de trets i annexos accidentals, primaris i prescindint d'aquells pensaments.

## Pensament crític
El pensament crític és un tipus concret de pensament que analitza la validesa dels raonaments que hom considera com a veritables. Aquest pensament comporta qüestionar les afirmacions pròpies i alienes, ser conscients dels prejudicis i falsedats acceptades per costum o per coherència amb el sistema dominant de creences. Es proposa analitzar o avaluar l'estructura i consistència dels raonaments, particularment opinions o afirmacions que la gent accepta com a veritables en el context de la vida quotidiana. Tal avaluació pot basar-se en l'observació, en l'experiència, en el raonament o en el mètode científic. El pensament crític es basa en valors intel·lectuals que tracten d'anar més enllà de les impressions i opinions particulars, per la qual cosa requereix claredat, exactitud, precisió, evidència i equitat. Té, per tant, un vessant analític i un altre d'avaluador. Encara que utilitza la lògica, intenta superar l'aspecte formal d'aquesta per poder entendre i avaluar els arguments en el seu context i dotar d'eines intel·lectuals per distingir el raonable del no raonable, el vertader del fals.
El pensament crític es troba molt lligat a l'escepticisme i l'estudi i detecció de les fal·làcies.

## Biologia del pensament

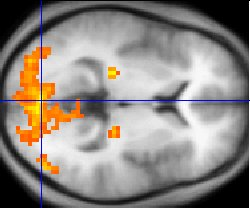
Imatge del cervell, per ressonància magnètica funcional. Mostra les regions de l'activació en una comparació entre una tasca que implica un complex moviment d'estímul visual i l'estat de repòs (veient una pantalla en negre). Les activacions (groc-vermell) es mostren (com és típic) en un context basat en la mitjana d'imatges estructurals dels subjectes en l'experiment.

Biològicament, el pensament humà recau en el cervell; és en el cervell on s'origina el pensament, fruit de la interacció entre els milions de neurones que conté (aproximadament, uns 100.000 milions), les connexions entre aquestes (vora els cent bilions, 10¹⁴) i els neurotransmissors.
No obstant això, aquesta percepció és relativament nova: a l'antic Egipte, durant les momificacions, el cervell es retirava, juntament amb altres vísceres com una cosa impura, ja que es creia que el cor era el responsable de la intel·ligència. Durant els següents 5.000 anys, aquesta visió ha anat evolucionant, ja que actualment coneixem que és l'òrgan que serveix de substrat per a les funcions mentals, encara que, col·loquialment, s'hagin mantingut algunes relacions entre el cor i certes funcions emocionals.
Com tots els òrgans, el cervell ha evolucionat. La seva evolució mostra tots els estadis pels quals ha passat l'ésser humà, embolcallades els uns sobre els altres, puix que el cervell ha evolucionat de dins cap a fora. La part més interior, i més antiga, està composta pel tronc de l'encèfal, que regeix les funcions biològiques bàsiques (batec del cor, respiració...); sobre aquest hi ha el complex R, ja present en els rèptils, on rauen l'agressivitat, la territorialitat, la jerarquia social i el ritual; al voltant d'aquest, hi ha el sistema límbic (o cervell dels mamífers), font important dels estats d'ànim i les emocions, de la preocupació i cura dels joves. Finalment, a la part exterior hi rau el còrtex cerebral.
El còrtex cerebral comprèn dues terceres parts de la massa cerebral, és «on la matèria és transformada en consciència».
Un pensament està compost per centenars d'impulsos electroquímics. L'hemisferi dret del còrtex és el responsable, principalment, del reconeixement de formes, la intuïció, la sensibilitat, les intuïcions creatives; mentre que l'esquerre sustenta el pensament racional, analític i crític.

## Psicologia del pensament
Els psicòlegs s'han concentrat en el pensament com un exercici intel·lectual per a trobar una resposta a una pregunta o la solució d'un problema pràctic.
La psicologia cognitiva és una branca de la psicologia que estudia els processos mentals interns, com ara la resolució de problemes, la memòria i el llenguatge. L'escola de pensament derivada d'aquest enfocament és coneguda com el cognitivisme, que està interessada en com les persones mentalment representen i processen la informació. Va tenir les seves bases en l'anomenada psicologia de la Gestalt de Max Wertheimer, Wolfgang Köhler i Kurt Koffka, i en els treballs de Jean Piaget, que van proporcionar una teoria de les etapes i fases que descriuen el desenvolupament cognitiu dels nens.
Els psicòlegs cognitius utilitzen enfocaments psicofísics i experimentals per a comprendre, diagnosticar i resoldre problemes, concentrant-se en els processos mentals que hi ha entre les accions d'estímul i resposta. La teoria cognitiva afirma que les solucions als problemes prenen una forma algorítmica (normes que no necessàriament s'entenen, però proposen una solució) o heurística (regles que s'entenen, però que no sempre garanteixen solucions). En altres casos, les solucions poden trobar-se amb la perspicàcia, una sobtada presa de consciència mitjançant relacions.

### Psicologia social
La psicologia social és l'estudi de com interaccionen les persones i els grups. Els estudiosos en aquesta àrea interdisciplinària són normalment psicòlegs o sociòlegs. Malgrat la semblança, les investigacions psicològiques i sociològiques tendeixen a diferir en els seus objectius, enfocaments, mètodes i terminologia. El període de major col·laboració entre els sociòlegs i psicòlegs va ser durant els anys immediatament posteriors a la Segona Guerra mundial.
L'inconscient col·lectiu, també conegut com a subconscient col·lectiu, és un terme de psicologia analítica, ideat per Carl Jung. És una part de la ment inconscient, compartida per la societat, un poble, o tots els humans, en un sistema interconnectat que és el producte de totes les experiències comunes i conté conceptes tant de ciència com de religió i moral. Mentre que Freud no distingia entre la psicologia d'un "individu" i una "psicologia col·lectiva", Jung distingeix l'inconscient col·lectiu del particular. L'inconscient col·lectiu també es coneix com a "un dipòsit de les experiències de la nostra espècie".
En psicologia del desenvolupament, Jean Piaget fou un pioner en l'estudi del desenvolupament del pensament des del naixement fins a la maduresa. En la seva teoria del desenvolupament cognitiu, el pensament es basa en accions sobre l'entorn. Això és, Piaget suggereix que l'entorn s'entén mitjançant assimilacions d'objectes en els esquemes d'acció disponibles, i aquests s'acomoden als objectes, fins al punt que els esquemes disponibles es queden curts respecte a les demandes. Com a resultat d'aquesta interacció entre assimilació i acomodació, el pensament es desenvolupa amb una sèrie d'etapes que difereixen qualitativament les unes de les altres en les formes de representació i en la complexitat de la inferència i la comprensió. És a dir, el pensament evoluciona des d'un estat en què es basa en les percepcions i accions en l'època sensor-motora durant els primers dos anys de vida, fins a les representacions internes de la infantesa. Posteriorment, les representacions s'organitzen gradualment, i llavors operen sobre els principis abstractes que organitzen propietats concretes, en la fase d'operacions formals. Durant els darrers anys, la concepció de Piaget sobre el pensament s'ha integrat amb les concepcions del processament d'informació. Així, hom considera que el pensament és el resultat dels mecanismes responsables de la representació i el processament de la informació. En aquesta concepció, el temps de reacció, les funcions executives i la memòria de treball són les funcions bàsiques que fonamenten el pensament.
La psicologia positiva defensa que els aspectes positius de la psicologia humana són tan importants com els trastorns del comportament o altres símptomes negatius. En la seva obra Character Strengths and Virtues, Peterson i Seligman llisten un seguit de característiques positives. No s'espera que una persona posseeixi totes les fortaleses, ni tampoc s'espera que contingui la totalitat d'aquestes forces. La llista encoratja el pensament positiu que es construeix sobre les fortaleses d'una persona, en comptes d'intentar trobar com solucionar els seus "símptomes".

## Filosofia
La filosofia de la ment és una branca de la filosofia analítica moderna que estudia la naturalesa de la ment, els esdeveniments mentals, les funcions mentals, les propietats mentals, la consciència i la seva relació amb el cos físic, especialment en el cervell. El problema ment-cos, és a dir, la relació de la ment amb el cos, es veu comunament com la qüestió central en la filosofia de la ment, encara que hi ha altres qüestions relatives a la naturalesa de la ment que no impliquin la seva relació amb el cos físic. D'una manera o d'altra, des de Plató, les diferents escoles de pensament filosòfic han aprofundit en el pensament.

### Dualitat cos-ment
El dualisme i el monisme són les dues principals escoles de pensament que tracten de resoldre el problema ment-cos. El dualisme es remunta a Plató, Aristòtil i el Sankhya i escoles de ioga de la filosofia hindú, però va ser formulat amb més precisió per René Descartes al segle xvii. El monisme és la posició que defensa que la ment i el cos no són ontològicament diferents tipus d'entitats. Aquesta opinió va ser defensada en la filosofia occidental de Parmènides al segle v aC, i després va ser exposada pel racionalista del segle xvii Baruch Spinoza. La majoria dels filòsofs moderns de la ment opten per mantenir, en les seves diferents formes, que la ment no és quelcom separat del cos.
Les experiències de la percepció humana depenen dels diferents estímuls que arriben als mateixos òrgans sensorials des del món exterior i aquests estímuls provoquen canvis en el seu estat mental, causant, en una darrera instància, que es percebi una sensació que pot ser agradable o desagradable. El desig d'algú de xocolata, per exemple, tendeix a provocar que aquesta persona mogui el seu cos d'una manera i en una direcció específica per obtenir el que vol. La pregunta, llavors, és com és possible que les experiències conscients sorgeixin d'una massa de substància grisa dotada tan sols amb unes propietats electroquímiques. Un problema relacionat és el d'explicar com les actituds proposicionals d'algú (per exemple, les creences i els desitjos) poden provocar que les neurones individuals s'activin i els seus músculs es contreguin exactament de la manera correcta. Aquests inclouen alguns dels enigmes als quals s'enfronten els epistemòlegs i filòsofs de la ment, si més no des del temps de Descartes.

#### Dualisme
Aquesta doctrina considera que l'ésser humà és constituït per dos elements en certa manera independents i irreductibles entre si (per exemple, l'esperit i la matèria o l'ànima i el cos). El terme fou introduït per Christian Wolff, en aplicar-lo a la dualitat cartesiana de la res extensa (matèria) i la res cogitans (esperit) i en considerar-lo en oposició al monisme. La metafísica platònica i l'ètica i l'epistemologia kantianes en són dos exemples destacats d'aquesta doctrina.

#### Monisme
A diferència del dualisme, el monisme només admet l'existència d'una substància, respecte a la qual tota altra substància és negada o és reduïda a una manifestació de l'altra. El monisme pot ser dividit en dos tipus: l'espiritualisme, en què l'esperit és el darrer substrat del món; i el materialisme, en què aquest substrat és la matèria. Parmènides, Spinoza i Schelling són exemples destacats d'aquesta doctrina.

## Patologies del pensament

### Trastorns en el curs del pensament
El curs del pensament es pot definir com la manera com la persona uneix les idees o associacions (la manera com hom pensa). S'avalua com la persona formula, organitza i expressa el seu pensament. El pensament normal es mostra en un llenguatge coherent, mentre que en els trastorns d'aquest tipus apareix la dificultat o la impossibilitat de seguir el discurs de la persona.

#### Trastorns de velocitat
Es té en compte la velocitat i la quantitat de pensaments.
- Taquipsiquia o pensament accelerat: el desenvolupament del pensament és més ràpid del normal; es verbalitzen molts mots per unitat de temps apreciant-se més tensió del pensament i més espontaneïtat; la persona tarda menys del normal a respondre, fins i tot inicia la resposta abans d'acabar la pregunta. Se sol donar en episodis maníacs i en casos de trastorns per abús de substàncies.
- Fugida d'idees o pensament ideofugitiu: hi ha una associació d'idees múltiples que fan la sensació que se salta d'un tema a un altre contínuament. Pràcticament no es conclou cap argument, ja que la persona reacciona davant qualsevol estímul extern i distreu el seu discurs. Apareix una capacitat associativa exagerada, saltant d'una idea a una altra amb facilitat (pensament saltígrad) i poden arribar a aparèixer associacions d'idees per l'assonància de les paraules. Normalment s'associa a taquipsiquies severes i en episodis maníacs.
- Bradipsiquia o pensament inhibit: el desenvolupament del pensament és escàs i retardat. La persona parla poc i fa la sensació que li costa pensar. Se sol donar en episodis depressius, trastorns per abús de substàncies. També es pot donar com a conseqüència dels efectes secundaris d'alguns fàrmacs, i no és, en aquest cas, producte d'un trastorn psiquiàtric.
- Bloqueig del pensament: el discurs s'interromp de sobte sense causa aparent, la persona pot referir incapacitat per a recordar el que estava dient. Se sol donar en l'esquizofrènia i en persones normals sotmeses a situacions d'ansietat.

#### Trastorns de forma
Es té en compte la direccionalitat i continuïtat del pensament.
- Pensament circumstancial: la persona dona informació excessiva, redundant i en gran majoria aquesta té poc a veure amb la pregunta feta. Apareix una pèrdua en la capacitat de dirigir el pensament cap a un objectiu. El discurs és molt ric en detalls, però pobre en el seu contingut. Es tracta d'un trastorn relativament inespecífic, es dona en algunes epilèpsies, esquizofrènies, en deterioraments cognitius lleus i en persones "normals".
- Pensament distret: el discurs s'atura enmig d'una frase o idea i canvia el tema en resposta a un estímul immediat.
- Pensament divagatori: rere una aparent loquacitat, existeix una escassa productivitat ideativa; la persona recorre a paraules "buides" i sinònims per tal d'emprar aquesta demora en el discurs, per assolir idees útils per al seu discurs. Es pot donar en persones amb trastorns de la memòria i en persones amb cert retard mental.
- Pensament tangencial: existeix una incapacitat per a l'associació de pensaments dirigits a un objectiu. Es perd el fil de la conversa i hi ha manca de relació entre resposta i pregunta; en resposta a una pregunta, la persona dona una resposta relacionada amb la temàtica general, però de fet no respon a la pregunta formulada. Es dona en algunes esquizofrènies.

Cal diferenciar el pensament tangencial de la paralògia; aquesta consisteix a donar pararespostes, respostes provocativament errònies que guarden relació amb el sentit de la pregunta i mostren que l'esfera de conceptes ha estat captada per la persona (per exemple: "Quants dits hi ha en una mà?", "sis"). Les pararespostes són un símptoma característic de la síndrome de Ganser.
- Pensament prolix: es dona una aparent sobreabundància d'idees, i existeix dificultat a triar les idees, sense poder discernir entre l'essencial i l'accessori; el llenguatge és coherent però indirecte, i es demoren de manera important les conclusions. Apareix, per exemple, en alguns casos d'epilèpsia.
- Pensament perseverant: repetició de la mateixa resposta davant diferents preguntes; la persona és pràcticament incapaç de canviar-la, i li és pràcticament impossible canviar-ne el marc de referència. Bastant inespecífic, es dona en algunes esquizofrènies, en trastorns amb alteracions a l'àrea prefrontal del cervell i en algunes demències.
- Disgregació: es trenquen les associacions normals i es perd la línia directriu del discurs; els pensaments flueixen sense connexió lògica. És bastant present en esquizofrènies.
- Incoherència: alteració extrema en la construcció de frases, que fa que el llenguatge sigui incomprensible. Pot associar-se a trastorns del llenguatge, i és present en l'esquizofrènia i en altres quadres psiquiàtrics com la síndrome de Ganser.
- Alògia: símptoma clàssic de l'esquizofrènia; es dona un importat empobriment del pensament i la cognició.

### Trastorns de contingut
El contingut es pot definir com allò que una persona pensa sobre alguna cosa, com ara idees, creences, preocupacions, deliris, etc. No totes aquestes idees són patològiques.
- Preocupacions: temes predominants en el pensament del pacient, que es reflecteixen en el llenguatge espontani. Normals en situacions d'estrès.
- Idees falses o errònies: són concepcions errònies d'un tema, però corregibles i reversibles, i no presenten una càrrega emocional massa gran. Solen aparèixer en situacions diàries, generalment per manca d'informació.
- Idees sobrevalorades: idees que ocupen un lloc central en la vida de la persona, amb un marcat to afectiu i amb significat propi. El comportament de la persona gira al seu entorn; això no obstant, es tracten de creences més que d'evidències. Es pot afirmar que es tracten d'afirmacions exagerades per la persona i que són mantingudes més enllà del que és raonable. La persona no les té com a idees absurdes i poden ser rebatudes amb una argumentació adequada. No són necessàriament patològiques.
- Idees obsessives: idees, pensaments, imatges o impulsos repetitius, no desitjats i irracionals que la persona reconeix (a vegades, no completament) com a tals, que s'imposen a la voluntat de la persona i li creen gran ansietat. Són pròpies del trastorn obsessiu-compulsiu.
- Idees fòbiques: existeix un temor angoixant i una por excessiva, anormal i persistent, provocats per un objecte o situació en teoria no perillosa. Són pròpies de les fòbies.
- Pensament màgic: creença que les paraules, les idees o accions poden determinar o impedir un succés per mitjans màgics, sense tenir en compte les lleis de la causalitat lògiques de pensament. Propi de trastorns obsessius-convulsius, esquizofrènia, joc patològic i alguns subjectes normals.
- Idees delirants: una falsa creença basada en una inferència incorrecta de la realitat externa, que és fermament sostinguda malgrat el que gairebé tothom creu i malgrat el que constitueix una demostració o evidència no controvertida i òbvia del contrari.